# 拓维信息系统
拓维信息系统（简称：拓维信息；深交所：002397）为一家注册地和办公地位于湖南长沙的计算机软件开发与咨询（IT类）股份制上市公司。公司主营计算机软硬件及配套产品研制开发销售。2010年，公司销售收入32,401万元，净利润11,073万元；2011年前3季度销售收入87,680万元，净利润23,295万元。公司注册地和办公地为长沙市岳麓区桐梓坡西路298号。
公司前身为湖南拓维信息系统有限公司，始创于1996年。2001年整体变更设立的股份有限公司。 2008年7月23日，于深交所上市交易，股票代码“拓维信息”。2010年12月31日，公司总资产83,956万元，总股本为21,803.37万股（2011年7月25日）。2011年6月30日，公司控股人（法定代表人）李新宇持4,986.73万股（限售A股），占总股本的22.87%；第二大持股人宋鹰持4,838.46万股，占22.19%。